# Strauss’ Centennial Waltzes
Centennial Waltzes, auch als Säcularfest-Walzer, oder Hundert Jahrfeier-Walzer bekannt, ist ein Walzer, der Johann Strauss Sohn zugeschrieben wird. Das Werk wurde möglicherweise im Sommer 1876 in Philadelphia erstmals aufgeführt.

## Einzelnachweis
1. ↑  Quelle: Englische Version des Booklets (Seite 132) in der 52 CDs umfassenden Gesamtausgabe der Orchesterwerke von Johann Strauß (Sohn), Hrsg. Naxos (Label). Das Werk ist als dritter Titel auf der 51. CD zu hören.